# Zeepje
Het zeepje (Caryocolum fischerella) is een vlinder uit de familie tastermotten (Gelechiidae). De wetenschappelijke naam is voor het eerst geldig gepubliceerd in 1833 door Treitschke.
De waardplant van deze soort is zeepkruid (Saponaria officinalis). De rups leeft in een samengebonden top van de plant. In vroege stadia mineert de rups het blad van de waardplant.
De soort komt voor in Oost- en Centraal-Europa en is ook waargenomen in Frankrijk, Denemarken en Zweden. In 2013 is de soort voor het eerst waargenomen in Nederland in Vlodrop-Station.